# Маритимо (футбольный клуб, Каракас)
«Мари́тимо» (исп. Club Sport Marítimo de Venezuela) — бывший венесуэльский футбольный клуб из столицы страны — Каракаса. «Маритимо» четыре раза становился чемпионом Венесуэлы и дважды завоёвывал кубок страны. Из-за финансовых проблем был расформирован в 1995 году.

## История
Клуб был основан в 1959 году португальскими иммигрантами. Поскольку большая их часть прибыла с острова Мадейра, где базируется футбольный клуб «Маритиму», они решили взять это название для нового клуба, добавив уточнение «из Венесуэлы». На протяжении многих лет вновь образованная команда играла в низших лигах венесуэльского футбола без каких-либо успехов.
Только в 1985 году «Маритимо» удалось добиться выхода в Примеру благодаря первому месту во Втором дивизионе. В Первой лиге команда довольно быстро адаптировалась и уже во втором своём сезоне (1985/86) сумела завоевать чемпионский титул. «Маритимо» всего за семь лет сумел выиграть ещё три чемпионата — 1987/88, 1989/90 и 1992/93. Кроме того, в 1987 и 1989 годах команда завоёвывала Кубок Венесуэлы.
Каракасский «Маритимо» участвовал в пяти розыгрышах Кубка Либертадорес. В четырёх из пяти участий команда не могла преодолеть групповую стадию. В Кубке Либертадорес 1992 года был довольно мягкий регламент — в группе 3 нужно было занять место не ниже третьего, чтобы выйти во второй раунд. «Маритимо» набрал одинаковое количество очков с соотечественниками из «Универсидад де Лос-Андес» и в дополнительном матче за выход в плей-офф обыграл их со счётом 1:0. Во втором раунде (фактически 1/8 финала) «Маритимо» сыграл против «Атлетико Насьоналя». Более опытная колумбийская команда сыграла 0:0 в Каракасе и выиграла 3:0 в Боготе.
В следующем году «красно-зелёный линкор» завоевал свой последний чемпионский титул. В 1994 году команда впервые в своей истории участия в Примере финишировала ниже третьего места, став восьмой. Сезон 1995 года складывался удачнее — сначала «Маритимо» сумел квалифицироваться в финальную пульку Апертуры (чего не удалось годом ранее), однако там заняла последнее шестое место. Затем в Национальном турнире «Маритимо» успешно попал в тройку в группе B, которая должна была продолжить борьбу за титул в Турнире Финалисасьон. Однако стадион «Маритимо» не сумел пройти лицензирование и клуб был дисквалифицирован. Его место сначала занял «Монагас» и затем и вовсе пятая команда группы — «Лара», в итоге занявшая четвёртое место в чемпионате.
Команда в основном выступала на стадионе «Брихидо Ириарте» в Каракасе, вмещающем 8 тыс. зрителей. Зачастую домашней ареной становился Олимпийский стадион, который вмещает значительно больше зрителей — 30 тыс. В конце своего существования игры проводились на стадионе «Гидо Бланко» в городе Гуатире (штат Миранда), который входит в агломерацию Большого Каракаса. Из-за недопуска этого 1,5-тысячного стадиона «Маритимо» и был дисквалифицирован в своём последнем чемпионате.
В начале 1990-х годов число членов клуба достигало 2 тыс. человек. Воспитанником молодёжной академии «Маритимо» является один из лучших футболистов в истории венесуэльского футбола Хосе Мануэль Рей. В середине 2000-х годов начался процесс постепенного восстановления юридического статуса клуба. Португальский клуб «Маритиму» (Фуншал) также прилагал усилия к воссозданию венесуэльского клуба-партнёра. В 2006 году была построена тренировочная площадка и открыта футбольная школа «Маритимо». Но полноценного воссоздания футбольной команды так и не случилось.

## Титулы и достижения
- Чемпион Венесуэлы (4): 1986/87, 1987/88, 1989/90, 1992/93
- Вице-чемпион Венесуэлы (1): 1990/91
- Третий призёр чемпионата Венесуэлы (3): 1986, 1988/89, 1991/92
- Обладатель Кубка Венесуэлы (2): 1988 (золотой дубль), 1989
- Победитель Второго дивизиона Венесуэлы (1): 1985

## Участие в южноамериканских кубках
- Кубок Либертадорес (5):
  - Групповой этап — 1988
  - Групповой этап — 1989
  - Групповой этап — 1991
  - 1/8 финала — 1992
  - Групповой этап — 1994
- Кубок КОНМЕБОЛ (1):
  - Первый раунд — 1992